# Boletus fragrans
Boletus fragrans (Carlo Vittadini, 1835) sin. Lanmaoa fragrans (Carlo Vittadini, 1835 ex Alfredo Vizzini și colaboratori, 2015), din încrengătura Basidiomycota, în familia Boletaceae și de genul Boletus,	cunoscut în România, Basarabia și Bucovina de Nord sub numele bureți popești, este o specie de ciuperci comestibile între timp foarte rară. Acest burete coabitează, fiind un simbiont micoriza (formând micorize pe rădăcinile de arbori). El poate fi găsit în locuri călduroase mai ales în păduri de foioase, dar de asemenea prin parcuri și la margini de drum ierboase, preponderent sub stejari ocazional și pe lângă carpeni și fagi, crescând solitar sau în grupuri mici, de la câmpie la deal, din (iunie) iulie până în octombrie (noiembrie).
Epitetul se trage din cuvântul latin (latină fragrans=aromat, mirosind frumos), datorită mirosului intensiv.

## Istoric

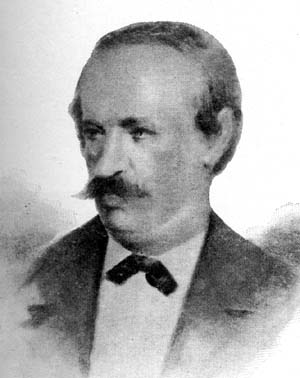
Carlo Vittadini

Numele binomial a fost determinat de micologul italian Carlo Vittadini în cartea sa Descrizione dei funghi mangerecci più comuni dell'Italia e de'velenosi che possono co'medesimi confondersi din 1835.
În anul 2015, micologii chinezi Gang Wu și colaboratori au creat noul gen Lanmaoa pentru 2 specii asiatice (L. angustispora, L. asiatica) transferând și 4 americane (L. carminipes, L. flavorubram, L. pseudosensibilis și L. roseocrispans), de verificat în jurnalul micologic Fungal Diversity.
În același an, micologii italieni Alfredo Vizzini, Matteo Gelardi și Angelo Simonini au redenumit ca singură specie europeană pe Boletus fragrans în Lanmaoa fragrans în articolul lor din Index Fungorum. Index Fungorum și alții au preluat această denumire, dar noul taxon  (încă) nu s-a impus. Toate celelalte denumiri sunt acceptate sinonim, dar nefiind folosite, sunt neglijabile. 

## Descriere

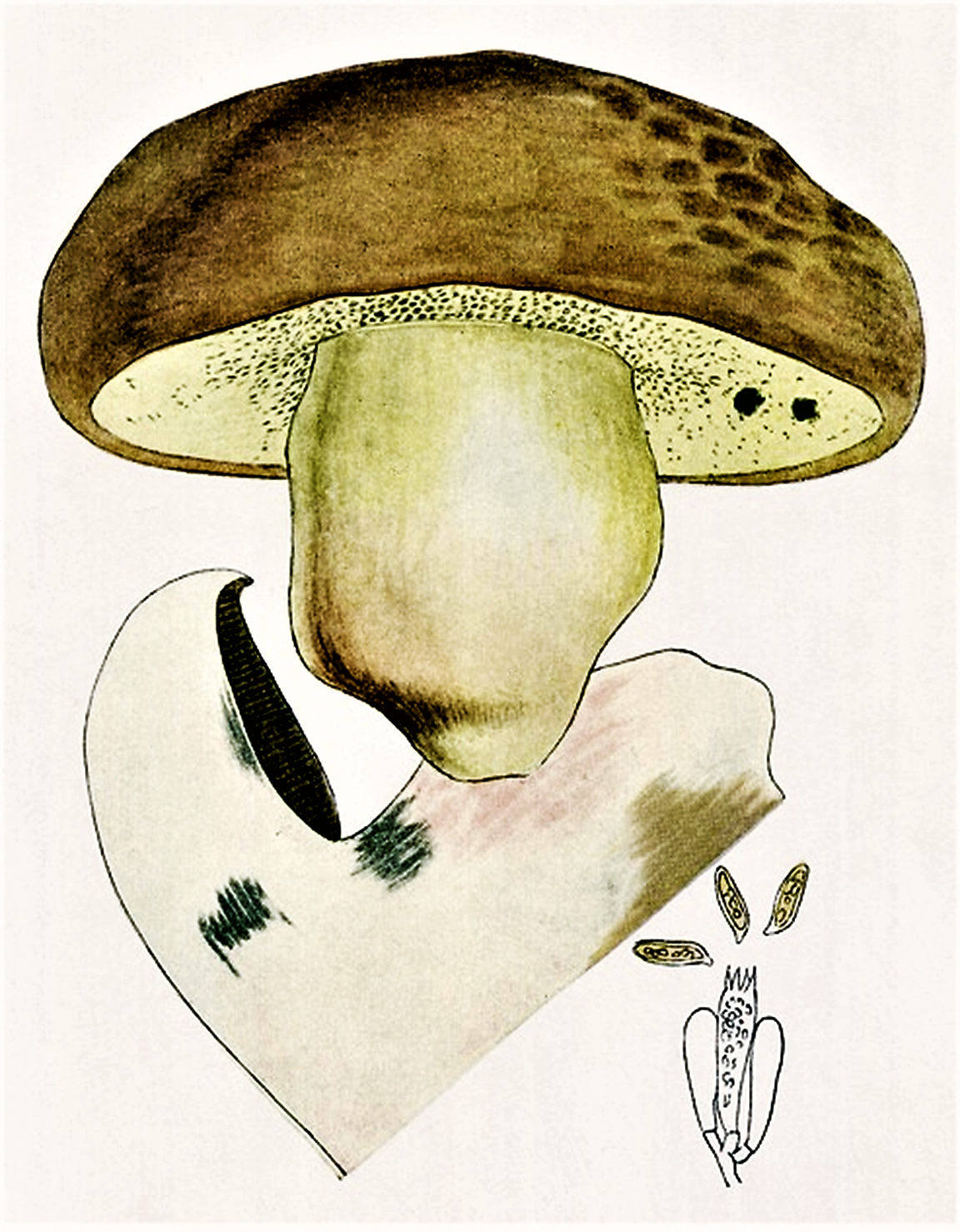
Bres.: Boletus fragrans

- Pălăria: are un diametru de 6-15 (20 și mai mult, vezi filmul 2) cm, este largă, compactă și cărnoasă. La început semisferică cu marginea răsfrântă în jos și câteodată ondulată, este la maturitate boltită, întinzându-se la bătrânețe în formă de pernă deseori neregulat îndoită. Cuticula catifelată și în vârstă adesea goală, este uscată, niciodată lipicioasă se poate decoji numai greu. Coloritul este brun-roșcat, castaniu până brun închis, la margine adesea purpuriu sau cu pete acelei culori. De sus are o asemănare mare cu hribul de pin sau cu mai micul hrib murg. Mărimea ciuperci variază foarte mult.
- Tuburile: sunt destul de lungi, înguste, neaderate la picior, în stadiu avansat bombate, de un galben lucios care schimbă în vârstă spre galben-verzui sau chiar verde-albăstrui.
- Porii: sunt mici și rotunjori, inițial de aceiași culoare cu tuburile, la maturitate galben-verzui, în sfârșit verzi. La atingere se decolorez slab albastru.
- Piciorul: are o lungime de 7 până la 12 (15) cm  și o grosime de 2,5 până la 4 (5) cm. Litigiul este plin, compact, tare, bulbos, spre bază rădăcinind alungit. El este în partea de sus neted, nu rar presărat cu puncte mici ocru-portocalii, spre bază brun-gălbui până brun-roșcat cu nuanțe rozalii și fin flocos, nici odată reticulat. La atingere se colereză și tija albăstrui.
- Carnea: este albicioasă până slab gălbuie, compactă care se colorează după tăiere sau o leziune în pălărie doar moderat albastru-verzui, iar în picior cu note mai puternic albăstruie. Mirosul este foarte plăcut aromatic de ciuperci, asemănător hribului, nu rar cu nuanțe de leuștean și uscat ceva de cicoare, gustul fiind plăcut și savuros.  Carpozoamele sunt atacate de larve de diptere (Mycetophilidae, Phoridae, Syrphidae, Drosophilidae).[5][6]
- Caracteristici microscopice: Sporii sunt netezi, hialini (translucizi), granulați pe dinăuntru, alungit elipsoidali în formă de migdală, cu pereți groși, având o  mărime de 10-15 x 4,5-5,5 microni. Pulberea lor este galben-aurie. Basidiile (celulele purtătoare de spori) au formă de măciucă, cu patru sterigme fiecare, și măsoară 34-40 x 9-12 microni. Cisticele mai scurte sunt de asemenea clavate precum umflate și rotunjite spre vârf.[12]
- Reacții chimice: nu sunt cunoscute.[5][6]

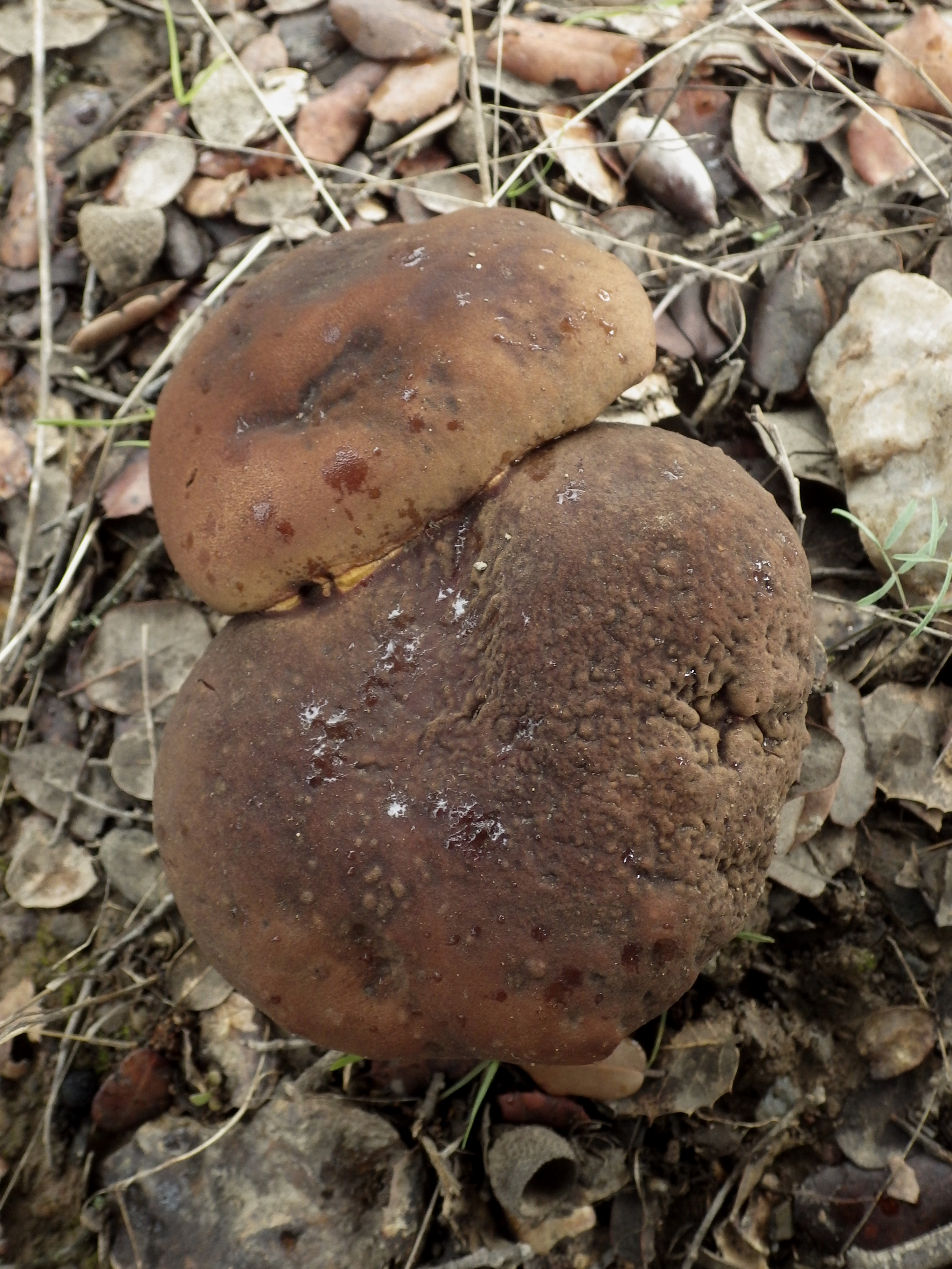
B. fragrans, pălării
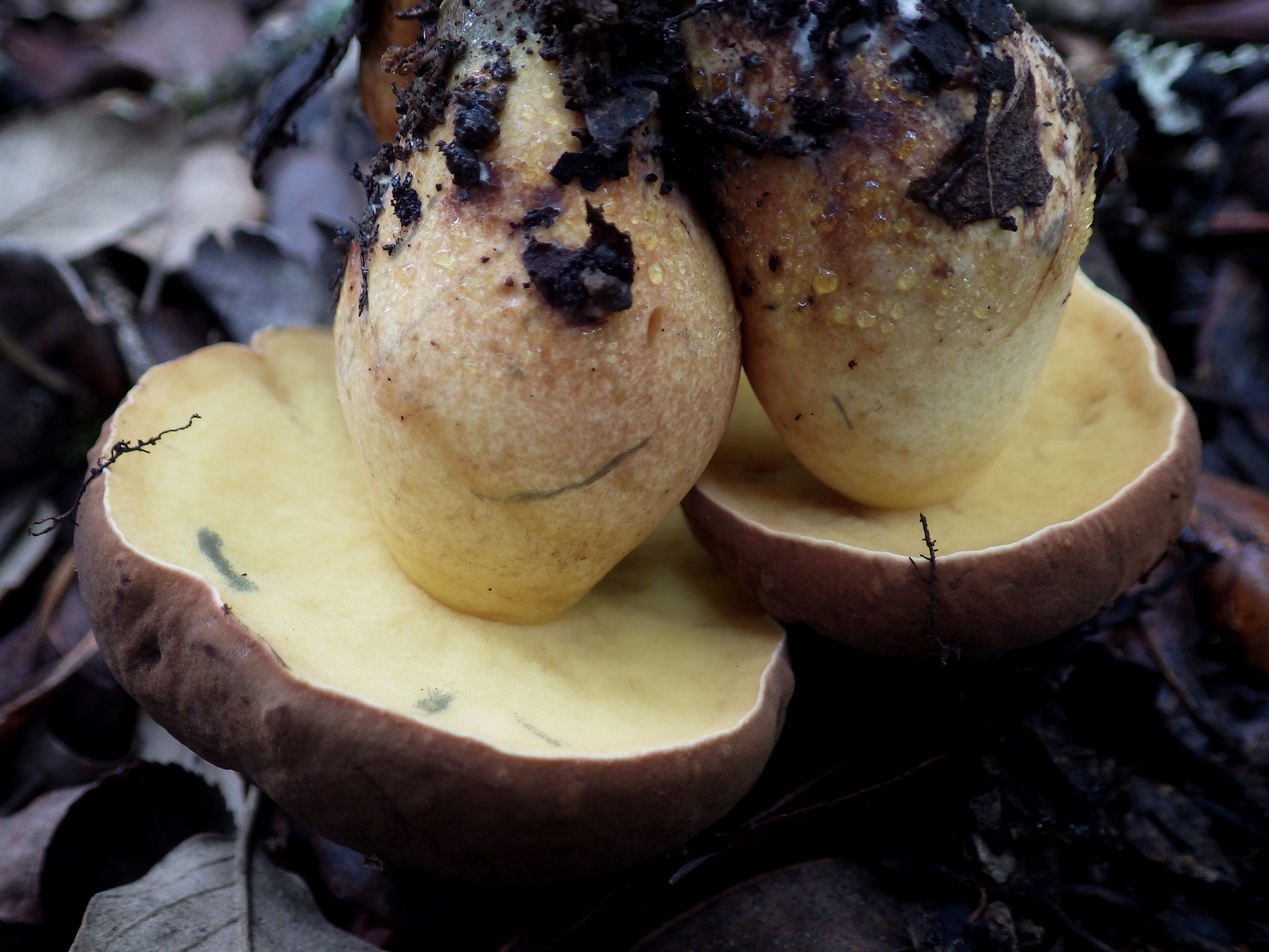
B. fragrans, lamele și picior
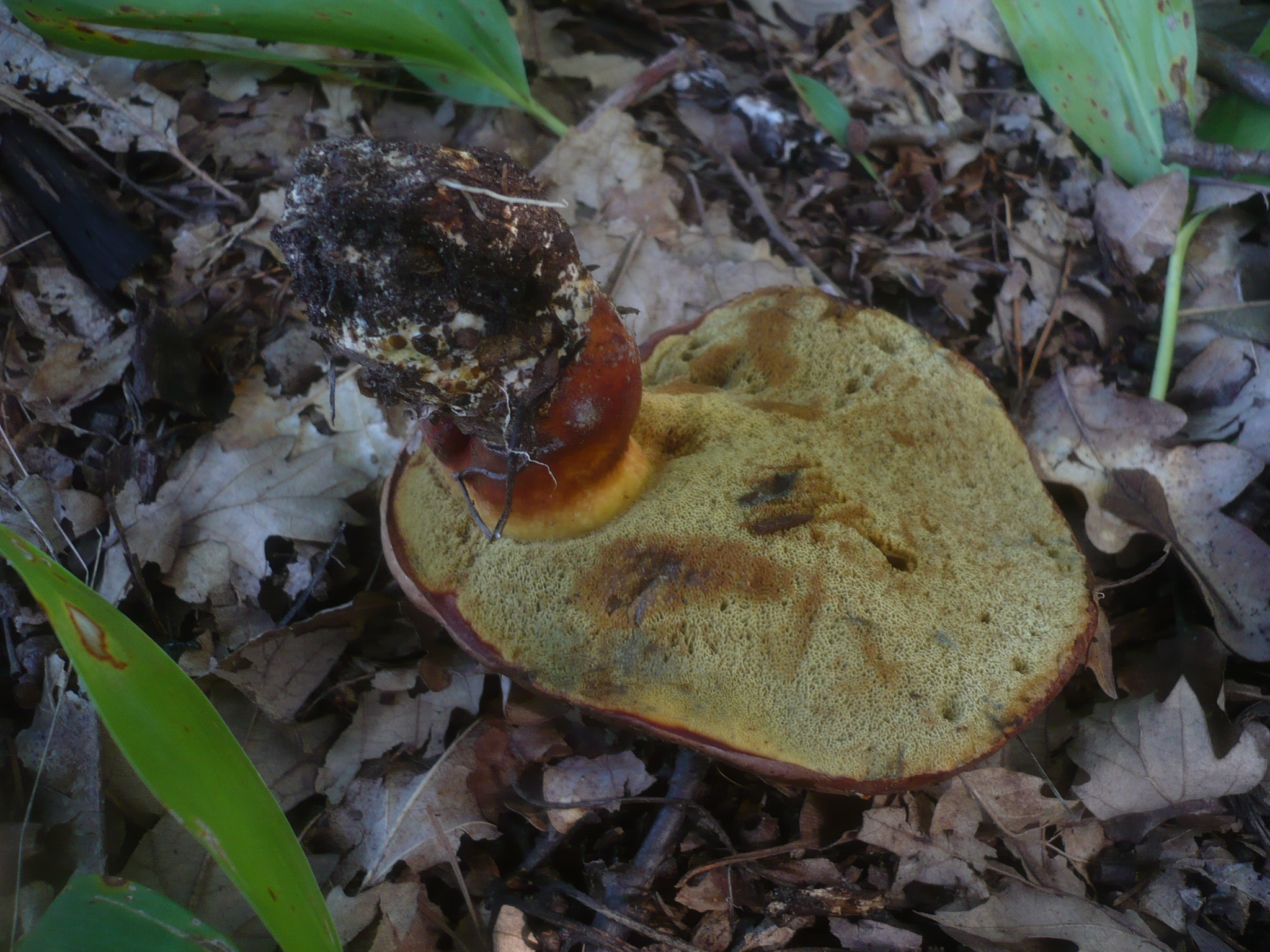
B. fragrans bătrân, lamele și picior
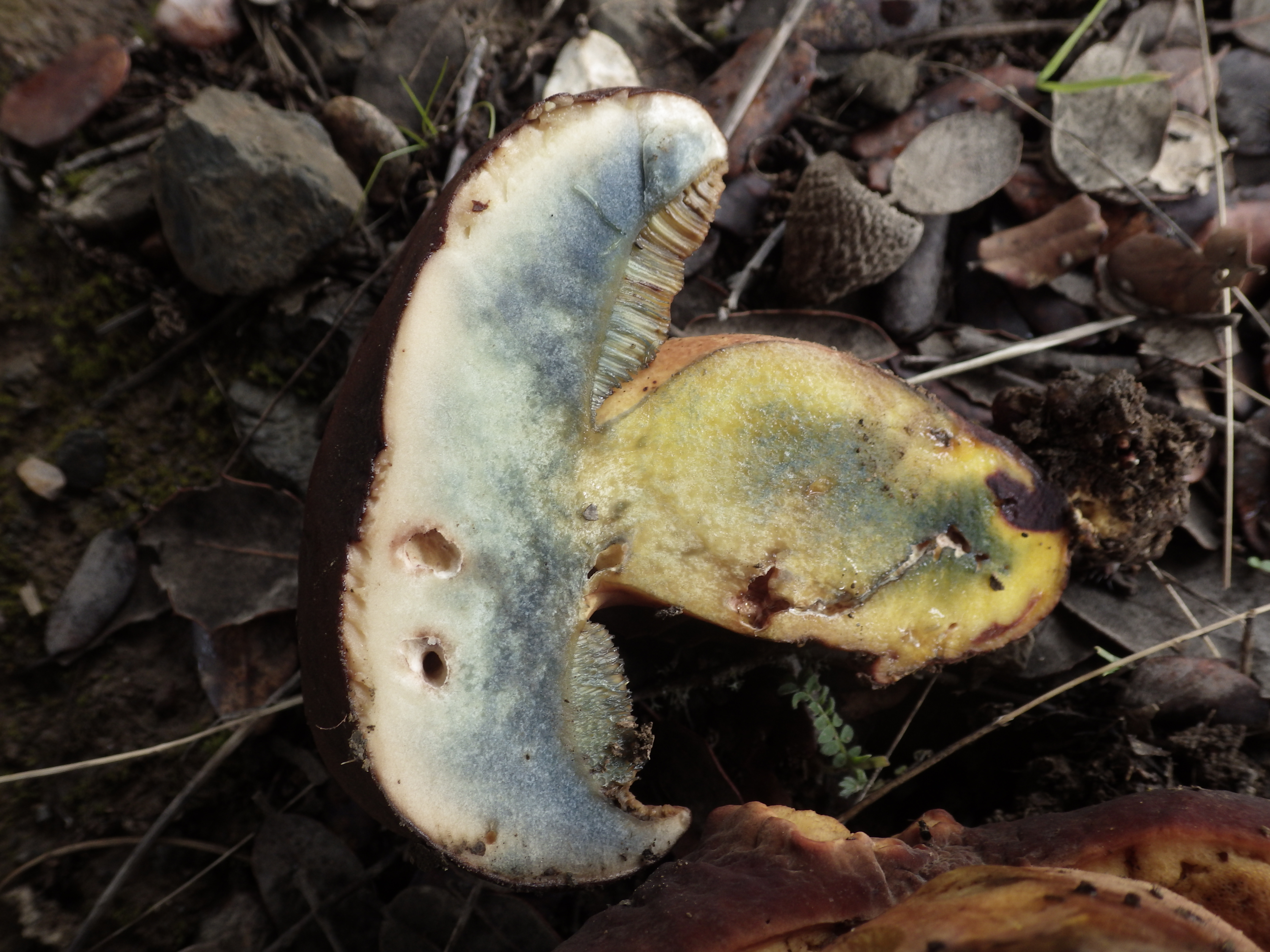
B. fragrans, secțiune longitudinală
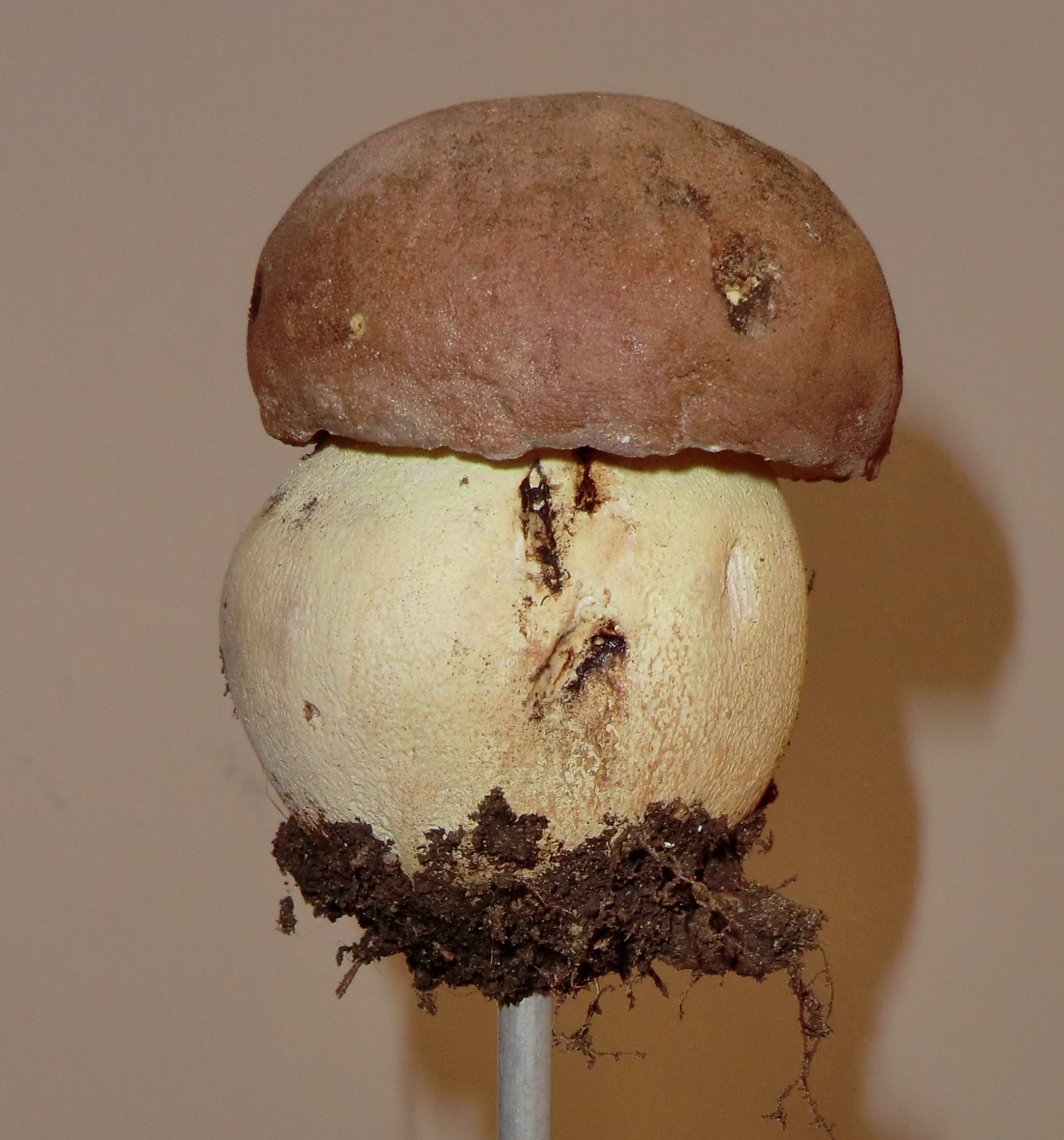
B. fragrans tânăr

## Confuzii
Bureții popești pot fi confundați  cu alte specii din familia Boletaceae inofensive, unele puține amare, ca de exemplu cu: Boletus badius sin. Imleria badia Boletus calopus, Boletus aestivalis, Boletus appendiculatus, Boletus edulis, Boletus erythropus sin. Boletus luridiformis (foarte gustos, pori roșiori), Boletus impolitus, Boletus junquilleus (gustos, mai deschis gălbui, spori gălbui), Boletus luridus (crud neprielnic, preparat foarte gustos, pori roșiatici), Boletus pinicola, Boletus pulverulentus (de calitate mediocră, porii tind spre roșu), Boletus radicans (necomestibil, amar, picior fără roșu, crește numai în păduri foioase), Boletus regius (comestibil), Boletus spinarii (necomestibil, fără tonuri roșiatice), Leccinellum crocipodium sin. Leccinum crocipodium (comestibil), Rubroboletus dupainii (comestibil, pori roșii), Rubroboletus rhodopurpureus (necomestibil, pori roșii, gust tare neplăcut). Rubroboletus satanas (otrăvitor, pori roșiatici) sau Tylopilus felleus (necomestibil, amar) sau Xerocomellus engelii sin. Boletus armeniacus.

## Ciuperci asemănătoare în imagini

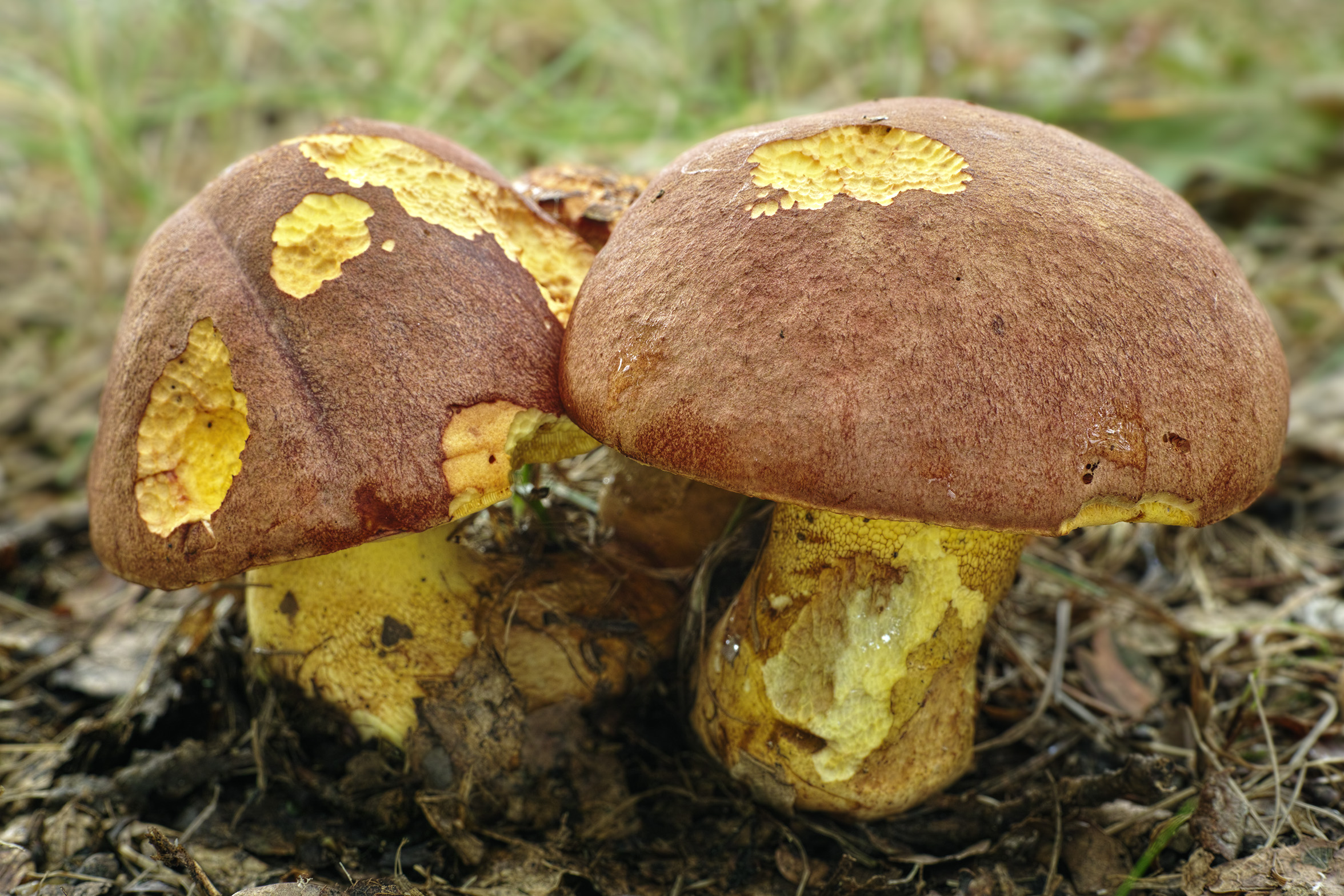
Boletus appendiculatus
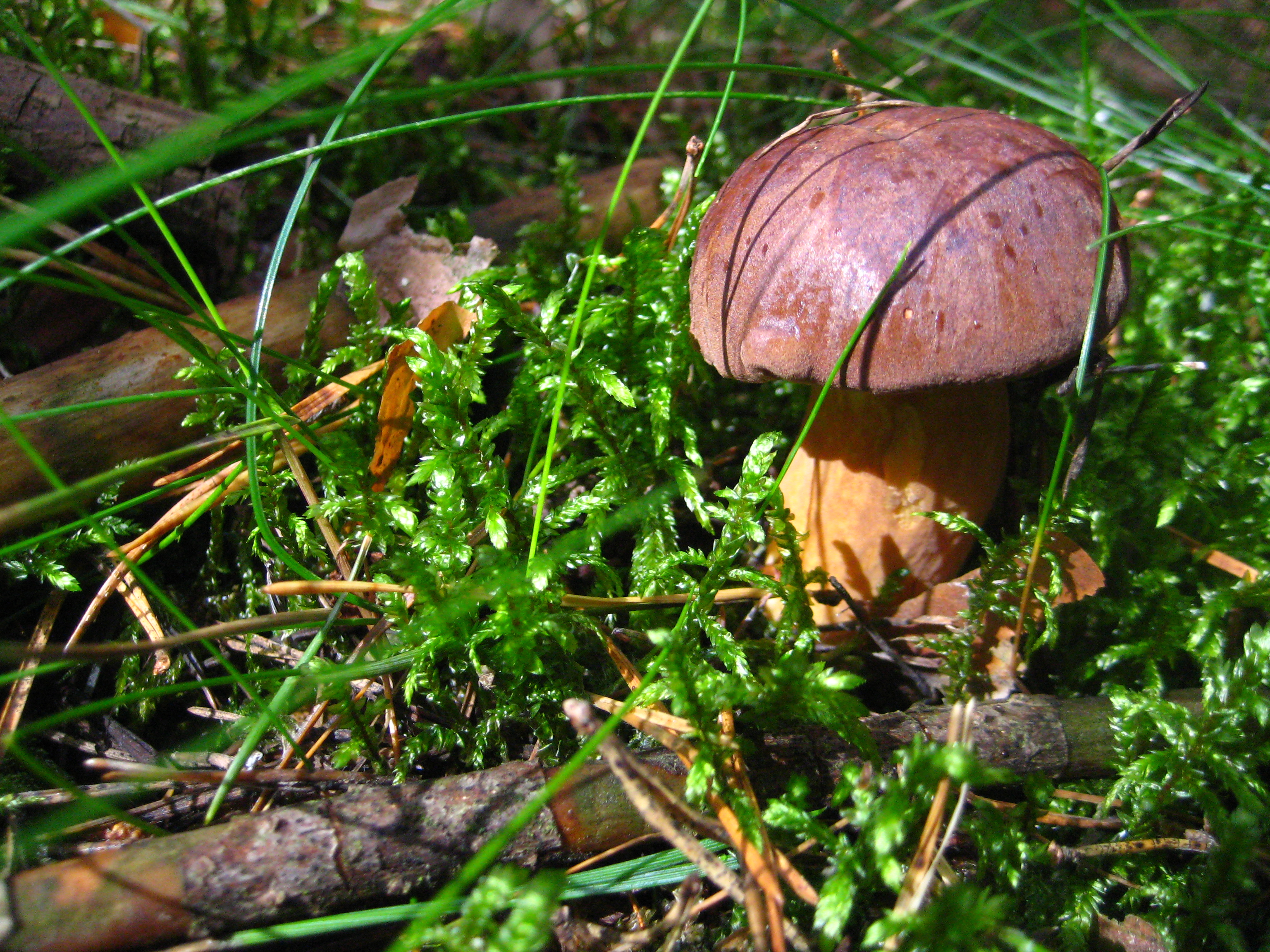
Boletus badius sin. Imleria badia
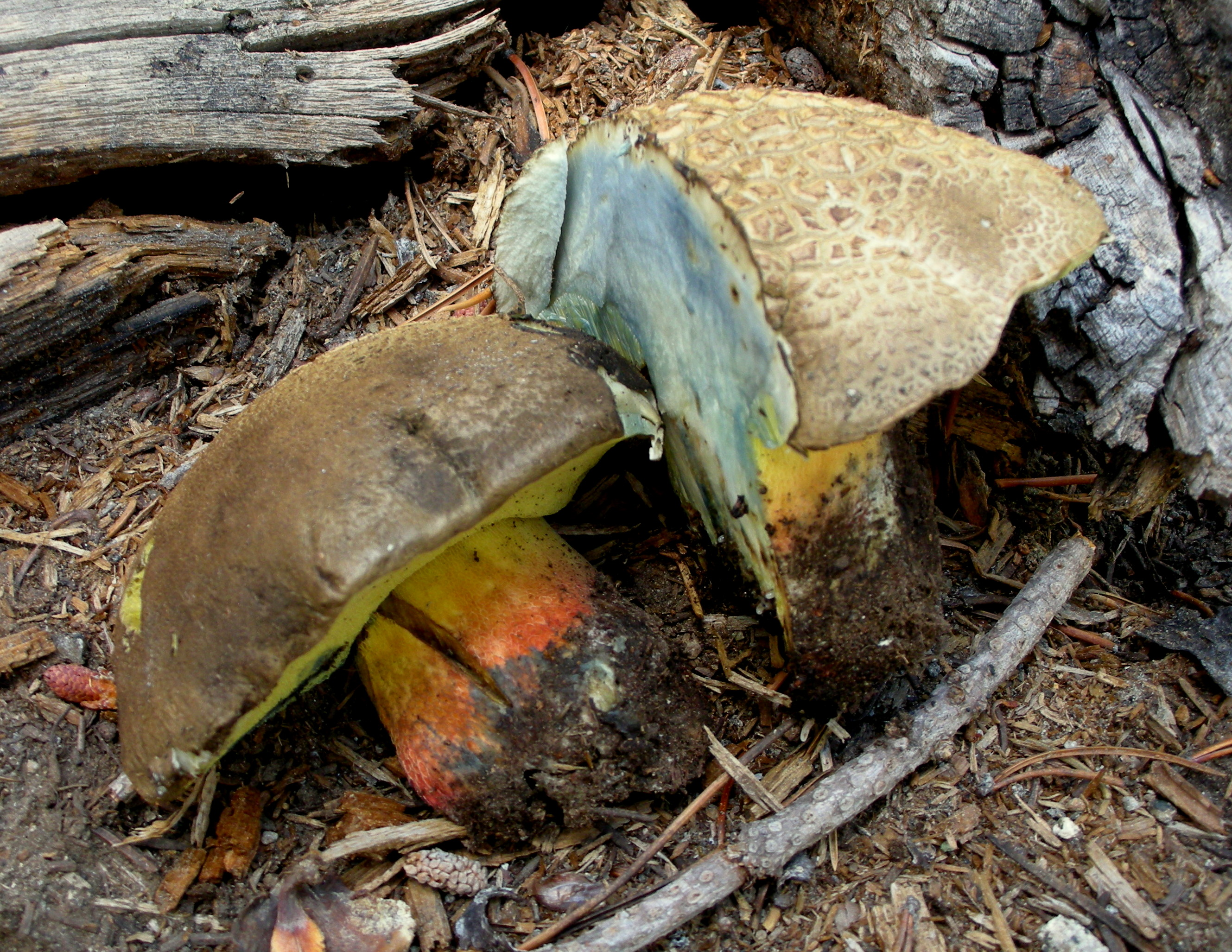
!Boletus calopus!
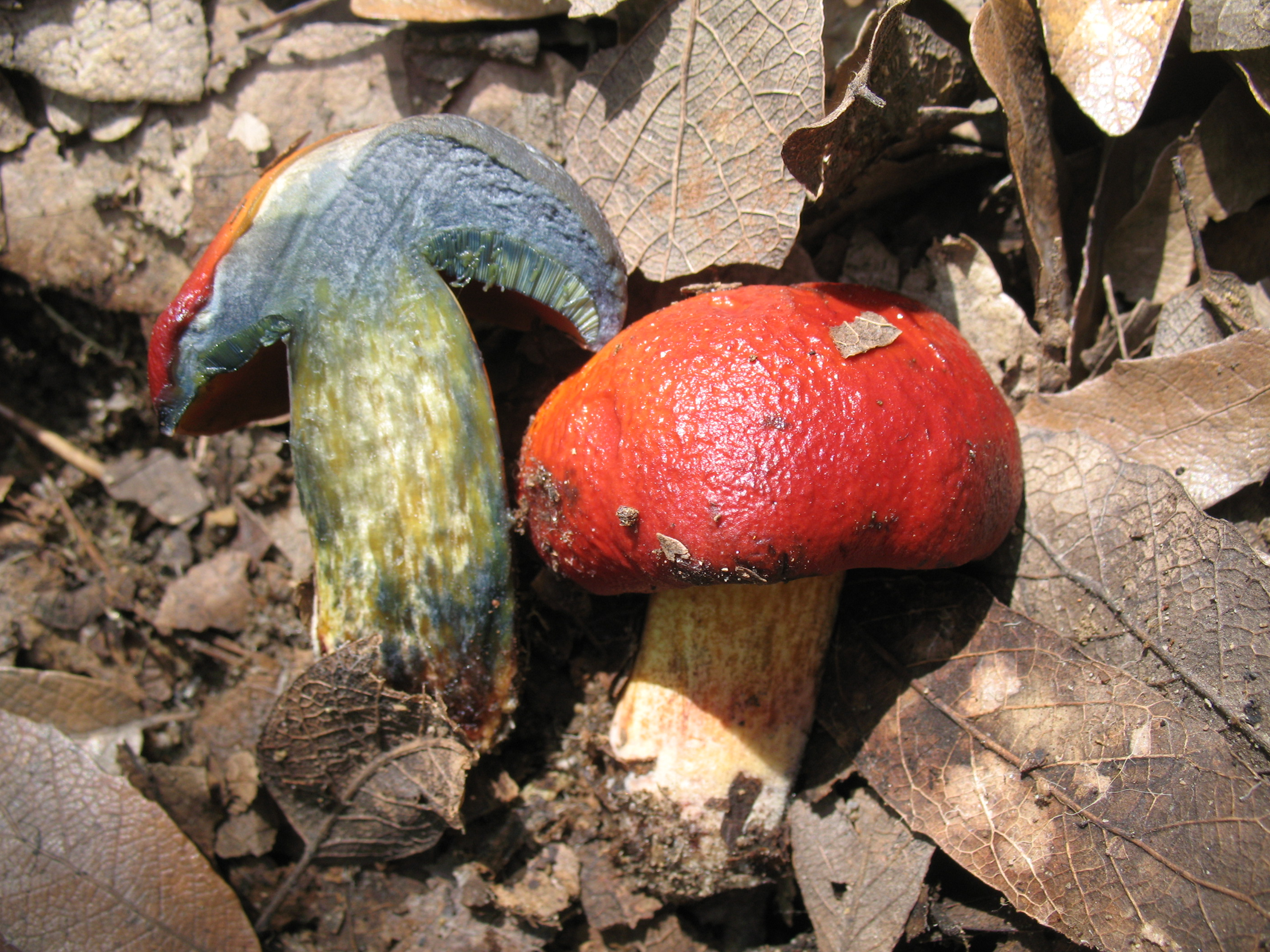
Boletus dupainii
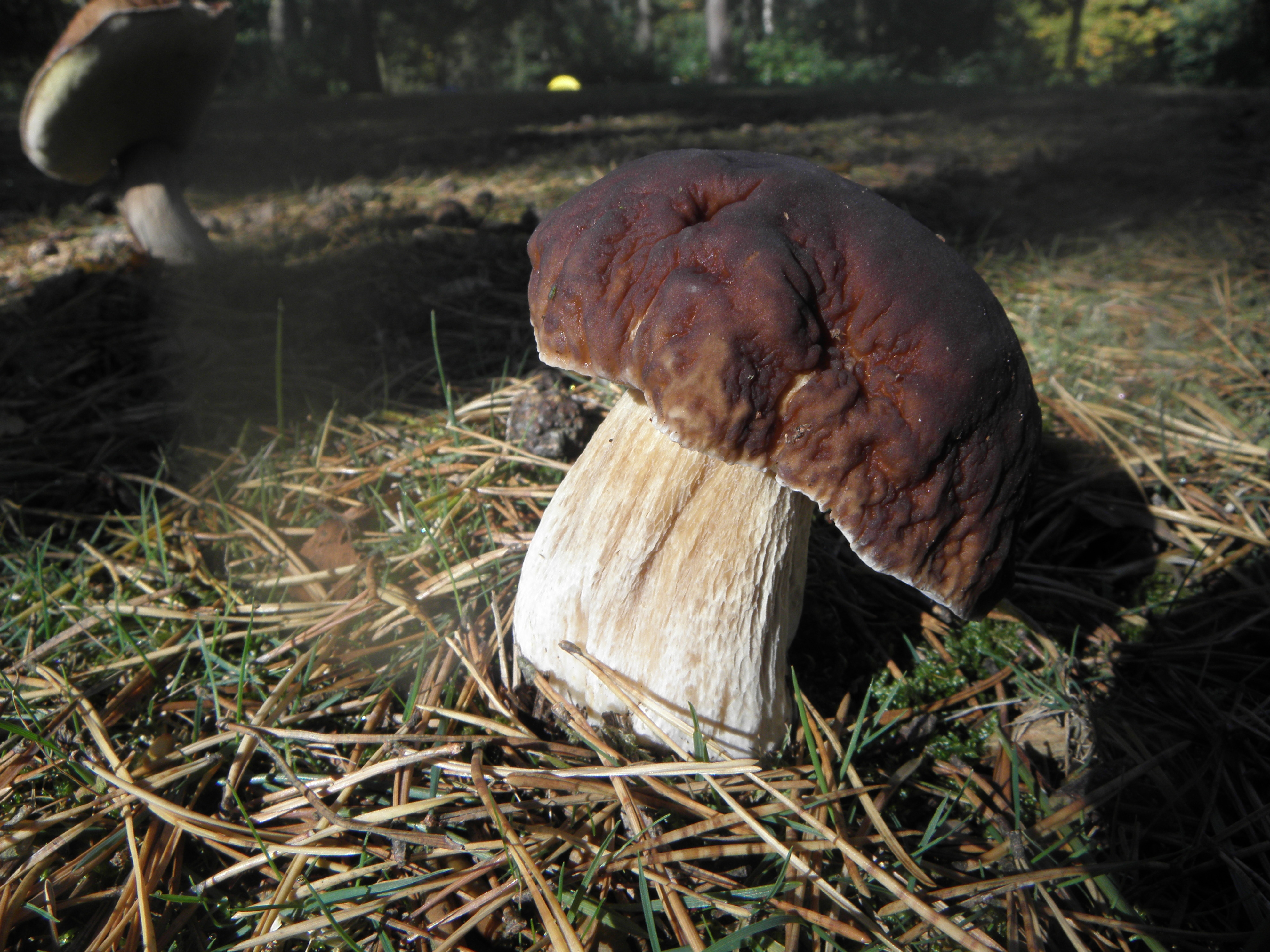
Boletus edulis
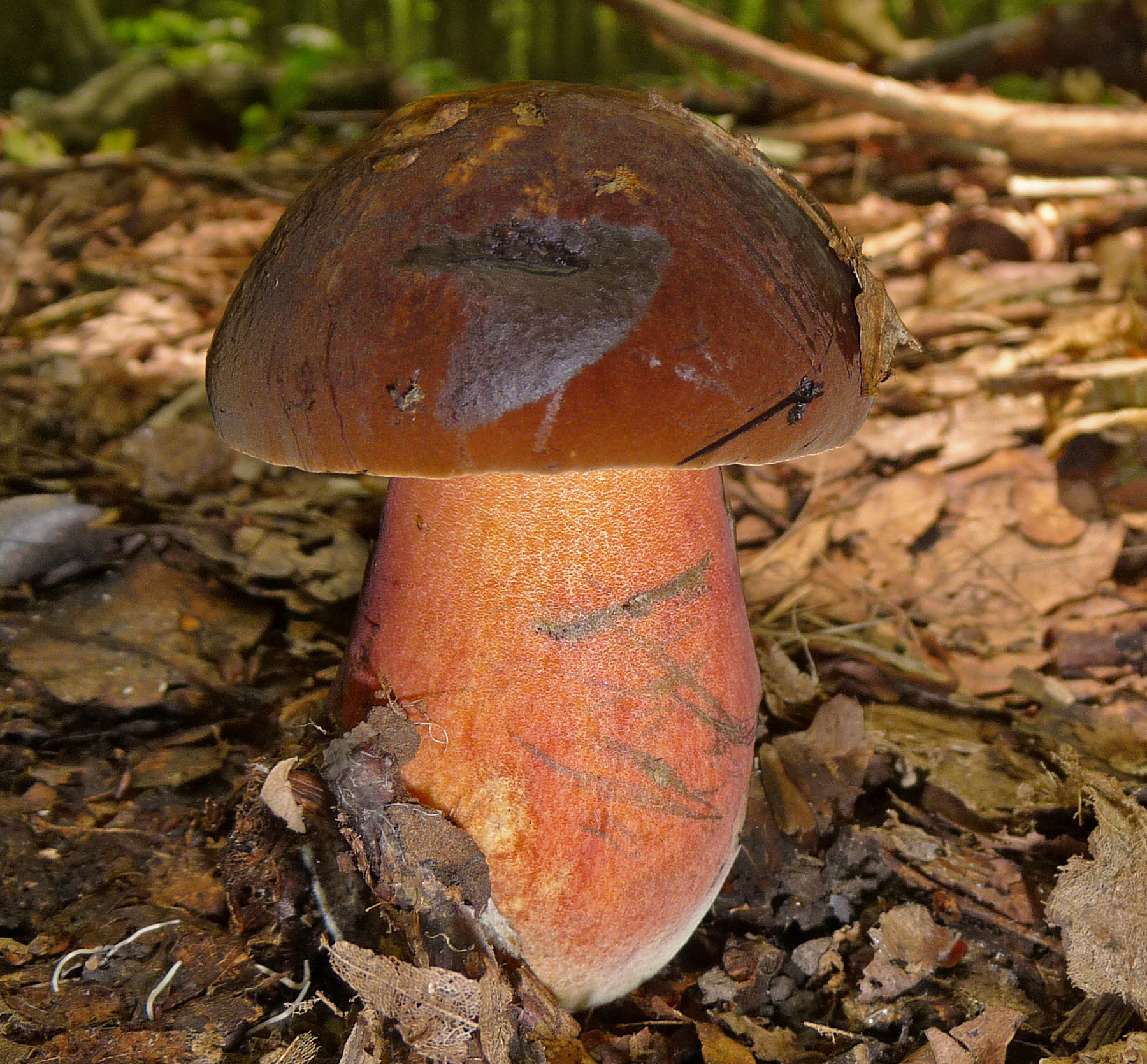
Boletus erythropus
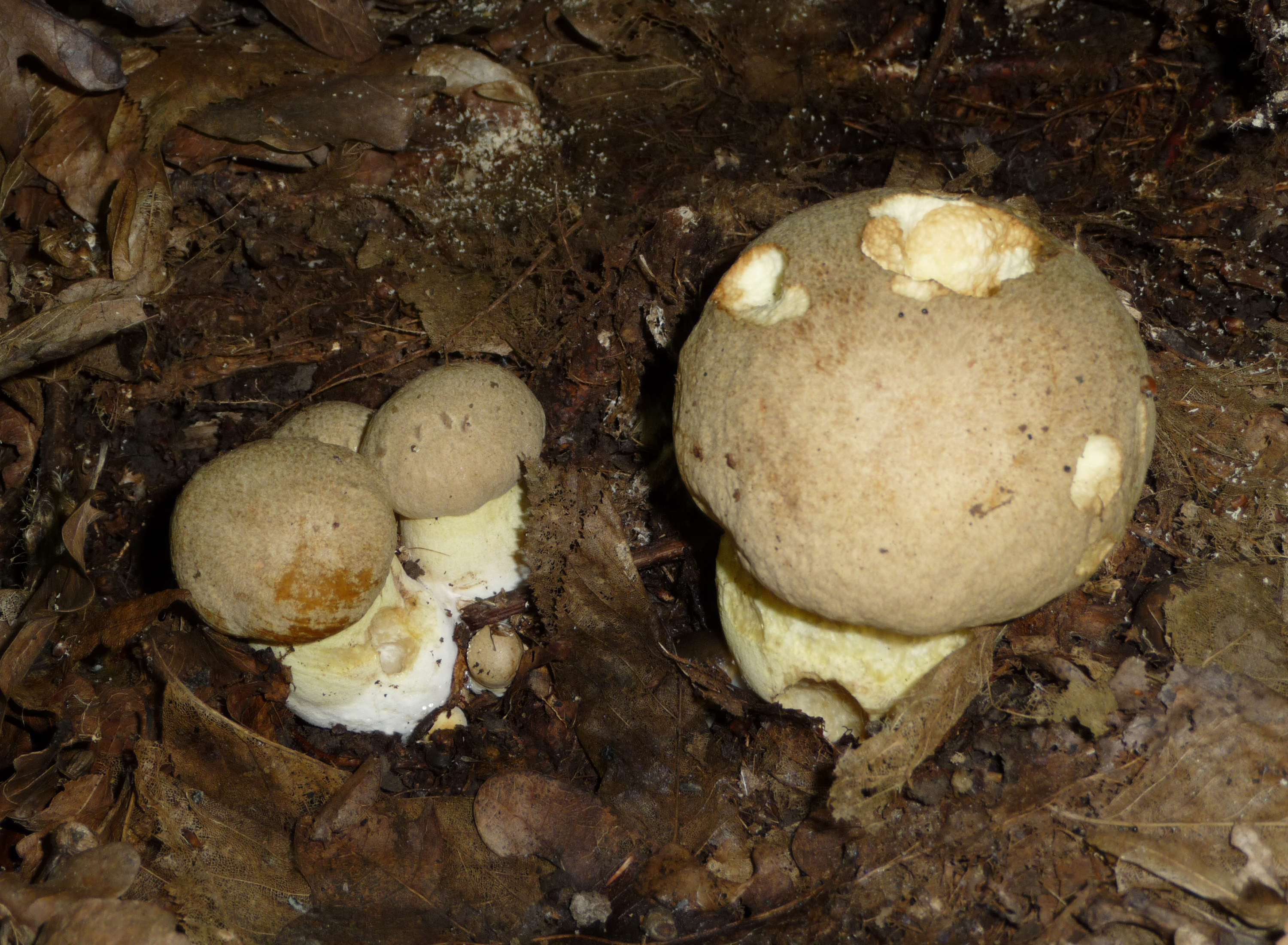
Boletus impolitus
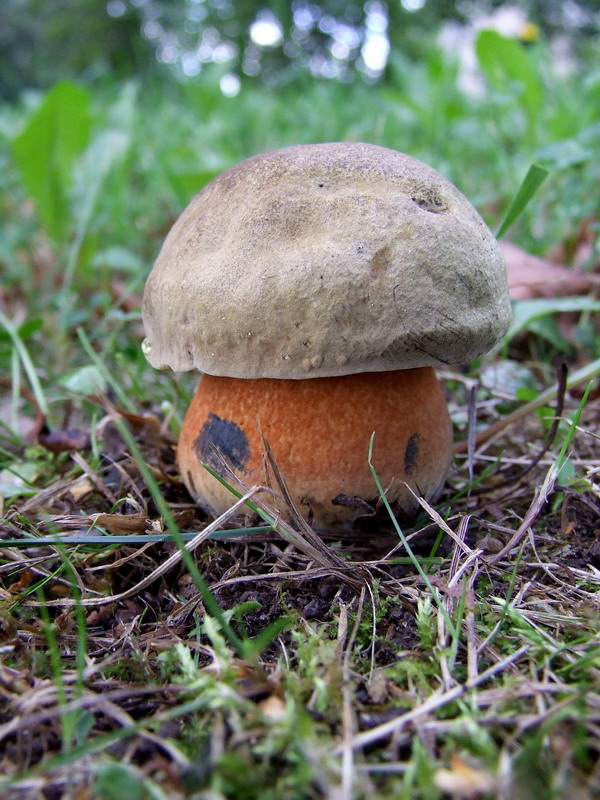
Boletus luridus
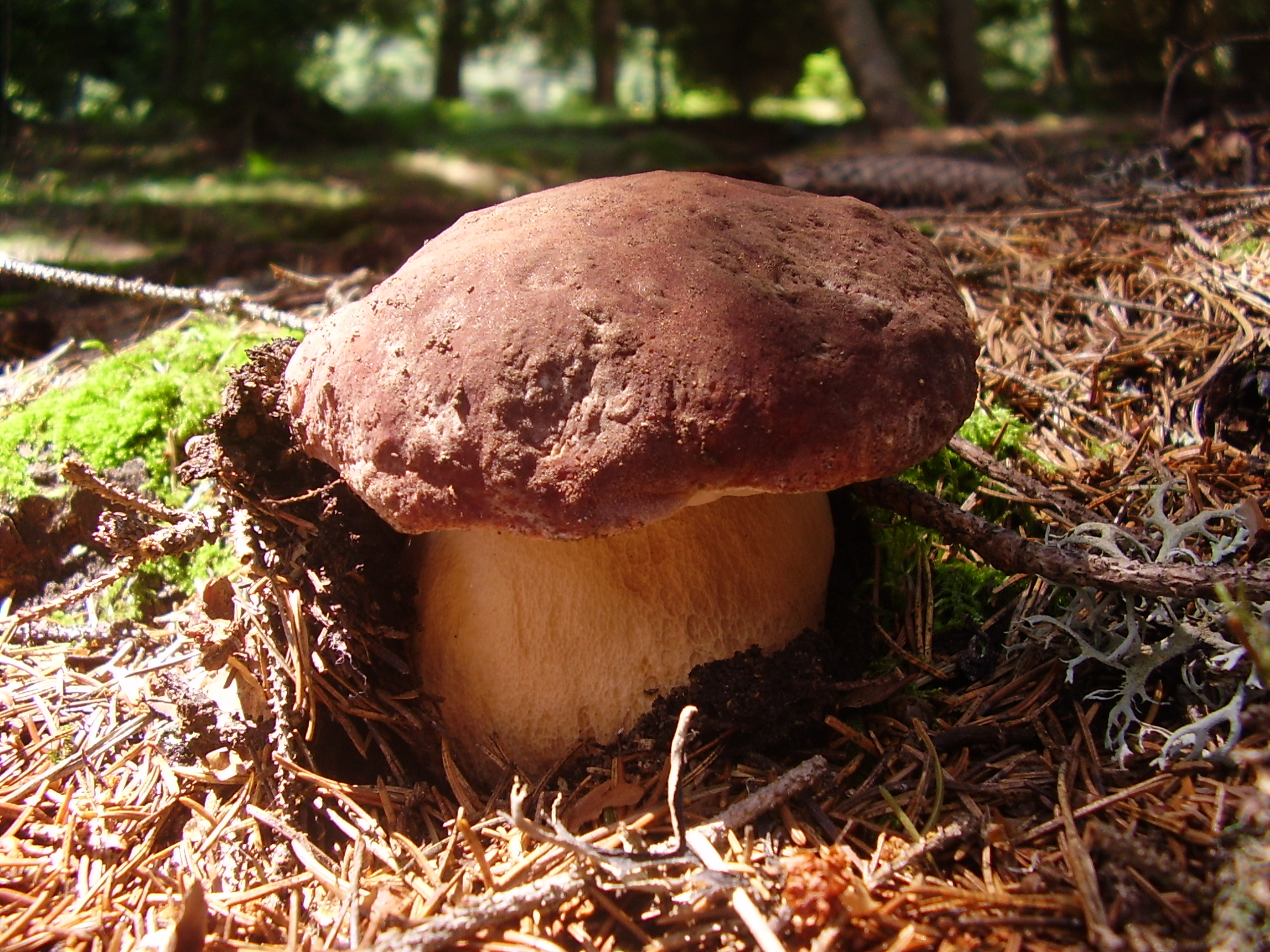
Boletus pinophilus sin. Boletus pinicola
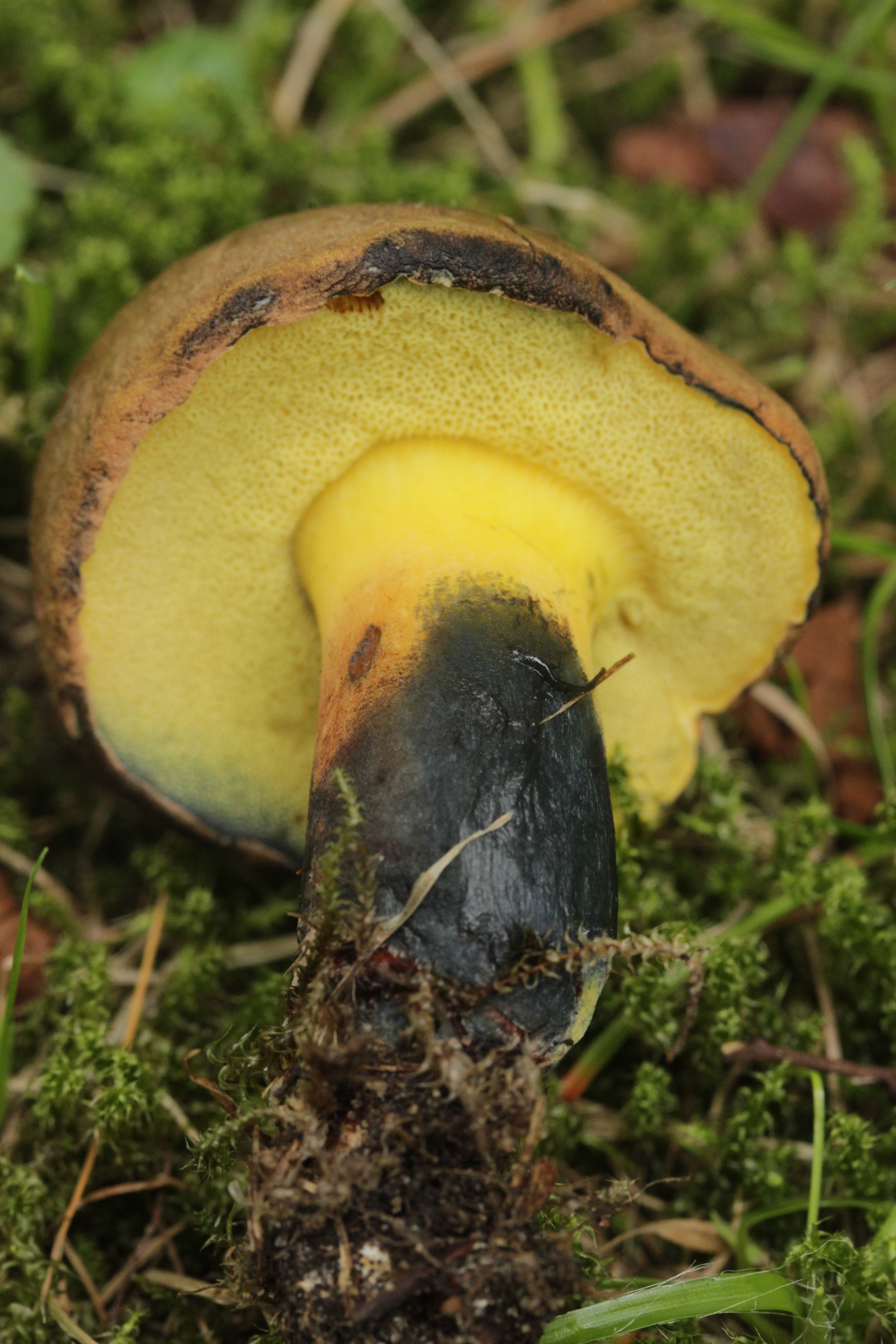
Boletus pulverulentus

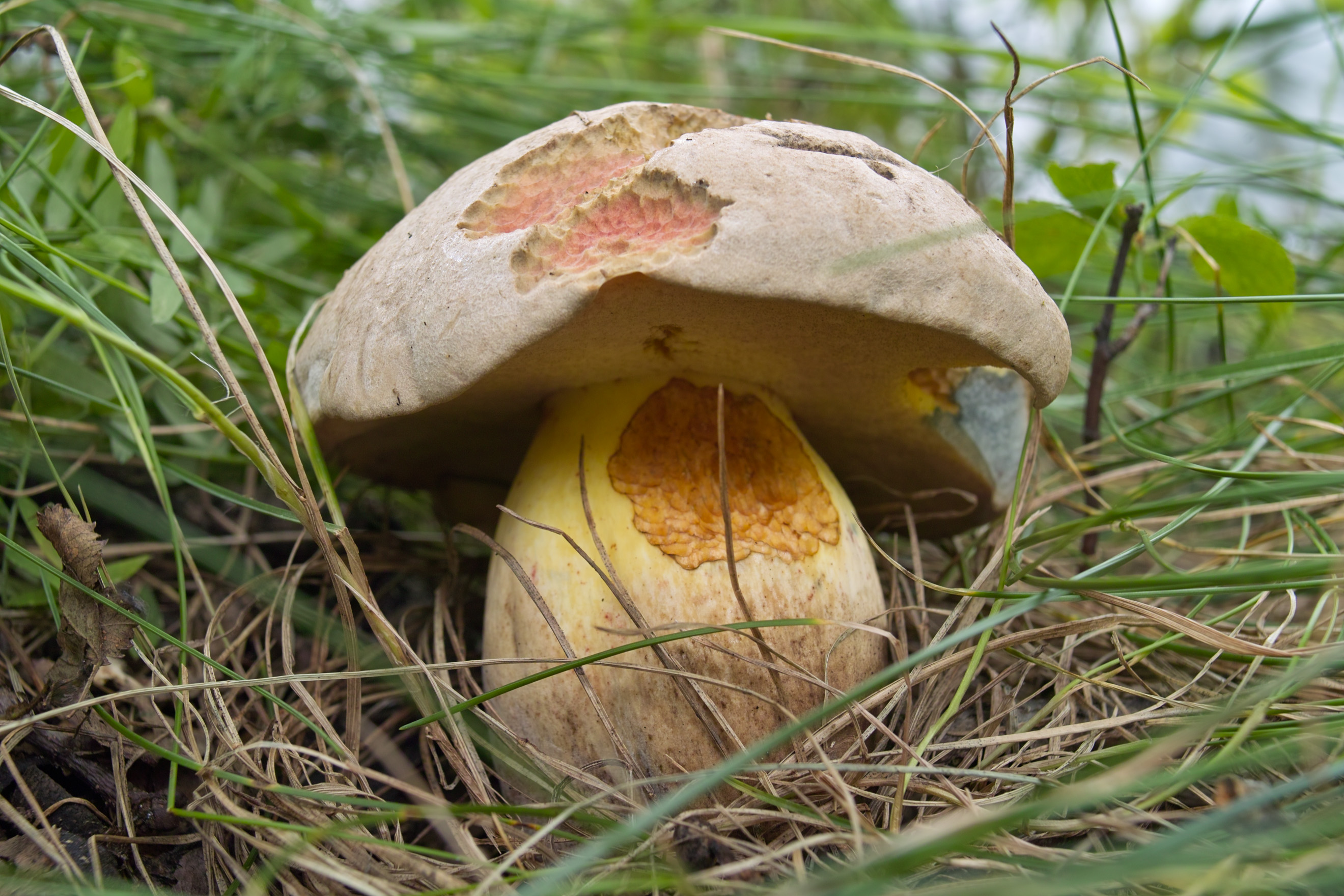
!Boletus radicans!
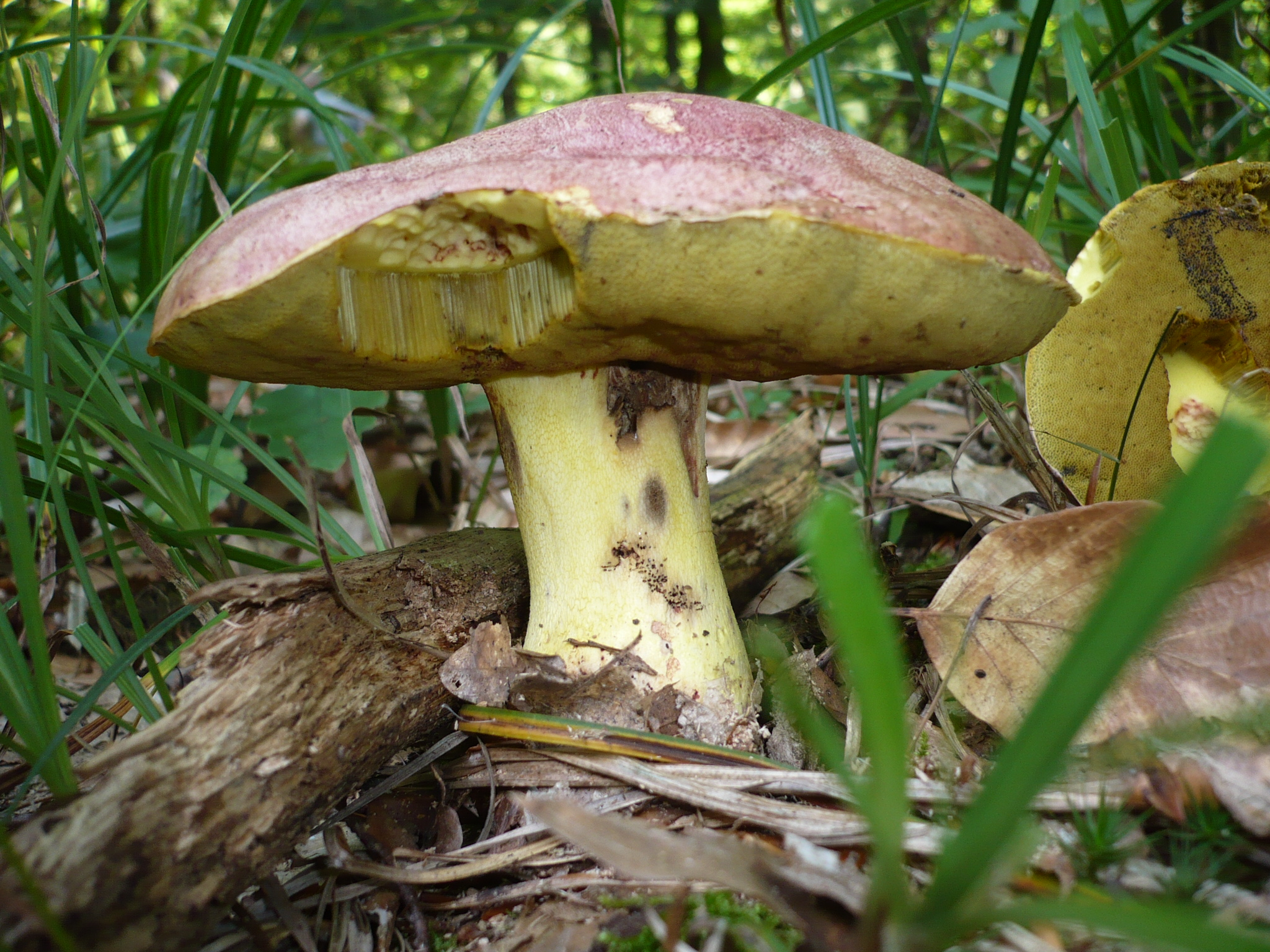
Boletus regius
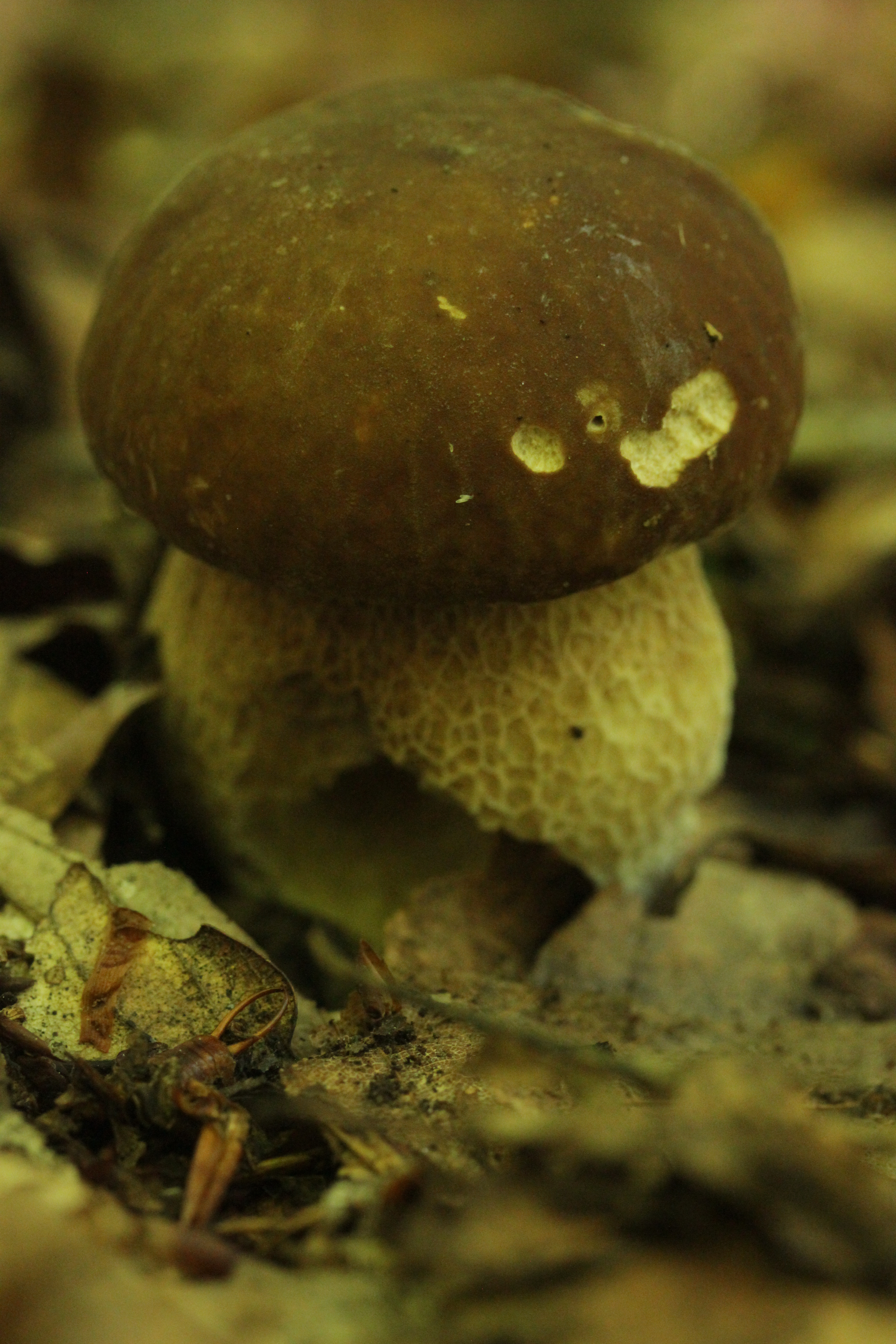
Boletus reticulatus
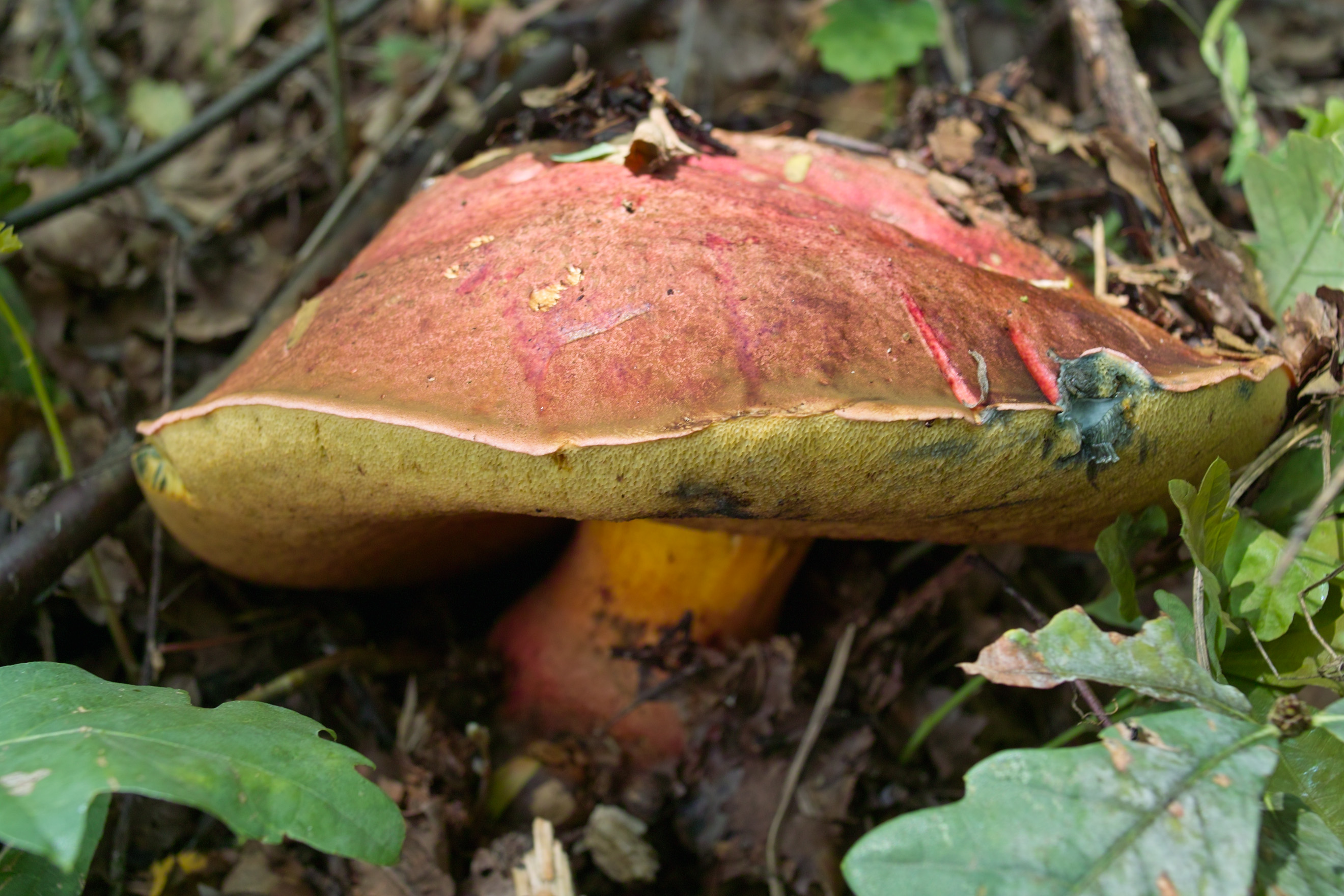
!Boletus spinarii!
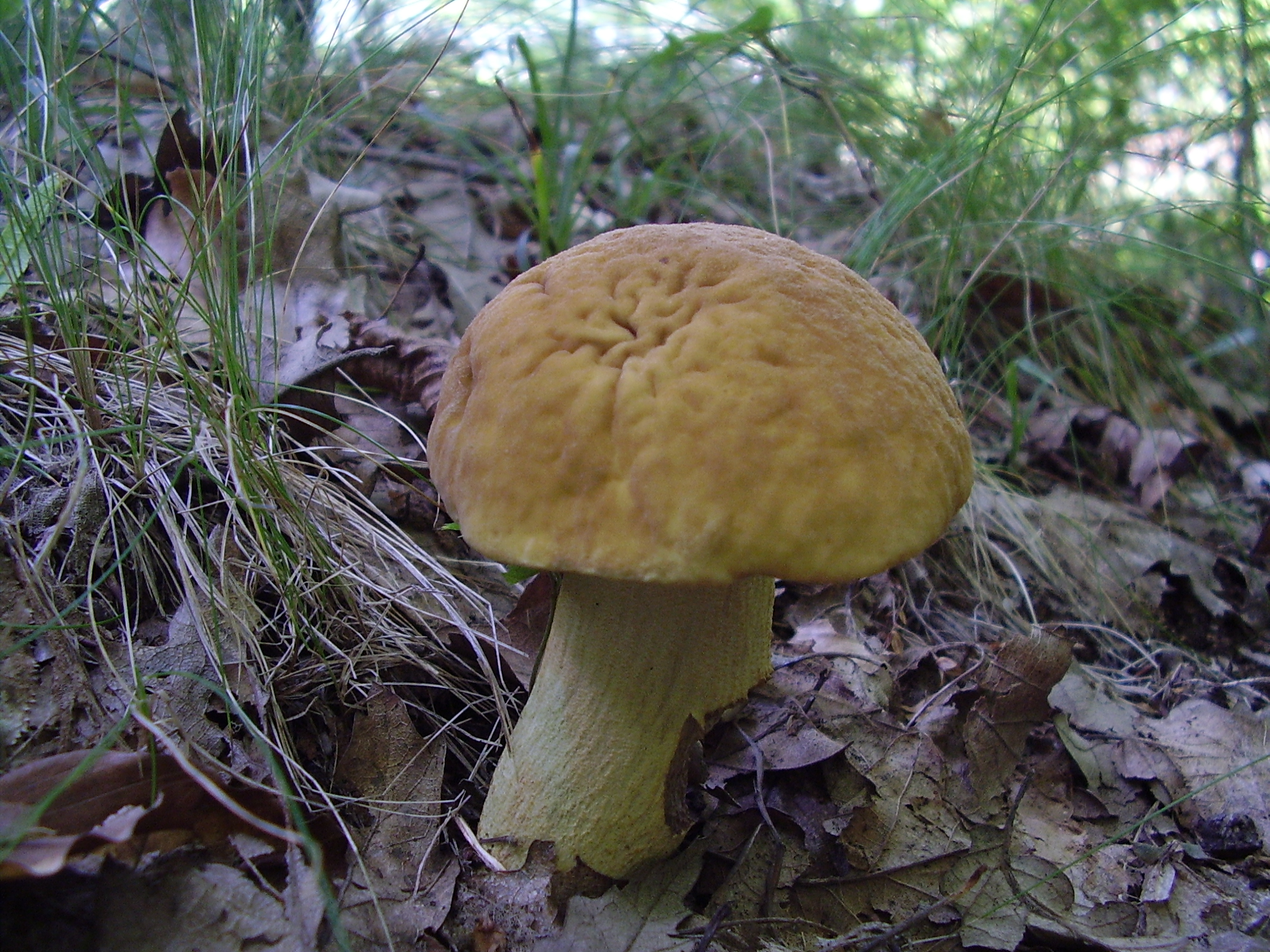
Leccinellum crocipodium sin Leccinum crocipodium
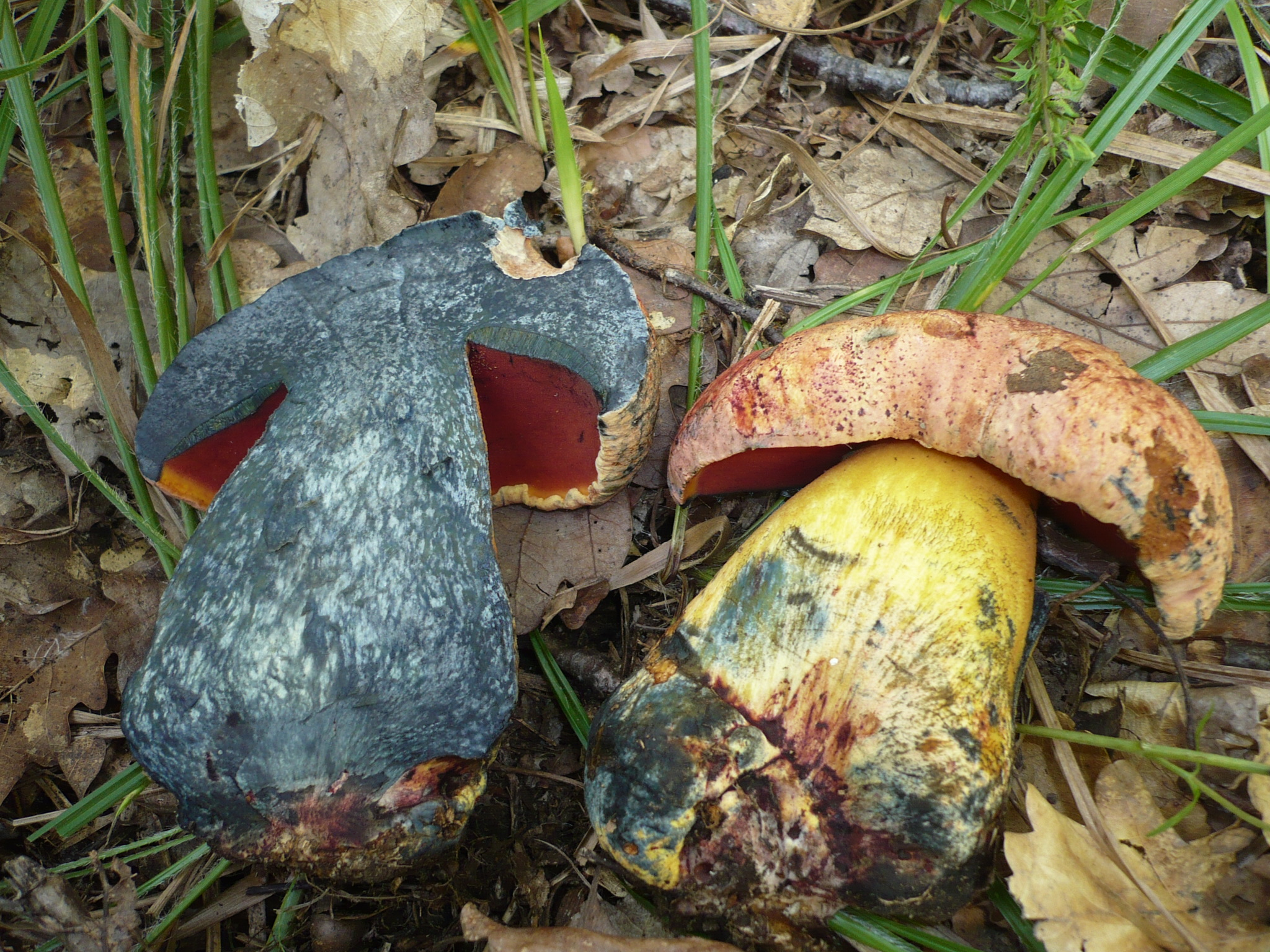
!Rubroboletus rhodopurpureus!
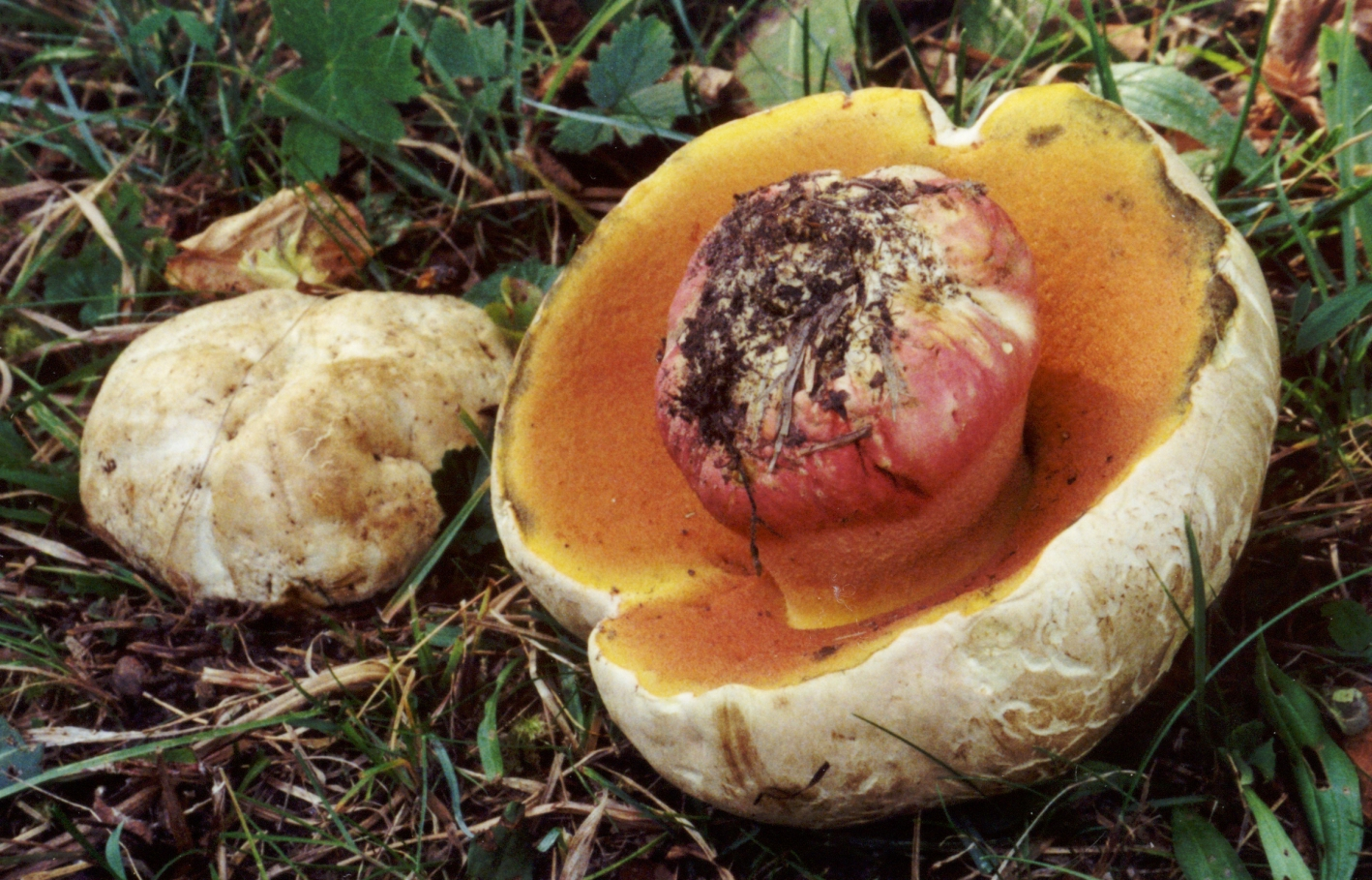
!!Rubroboletus satanas!!
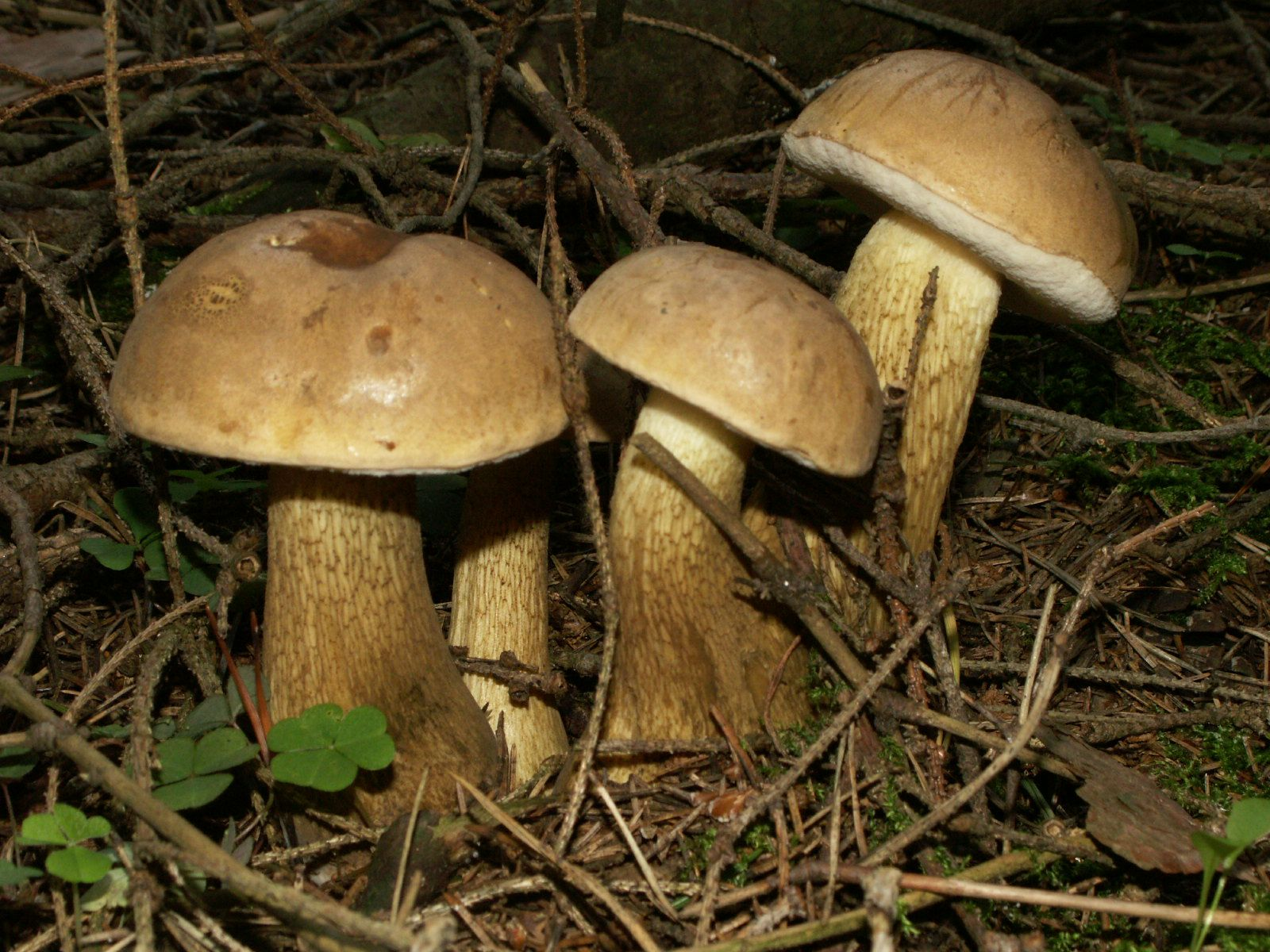
!Tylopilus felleus!
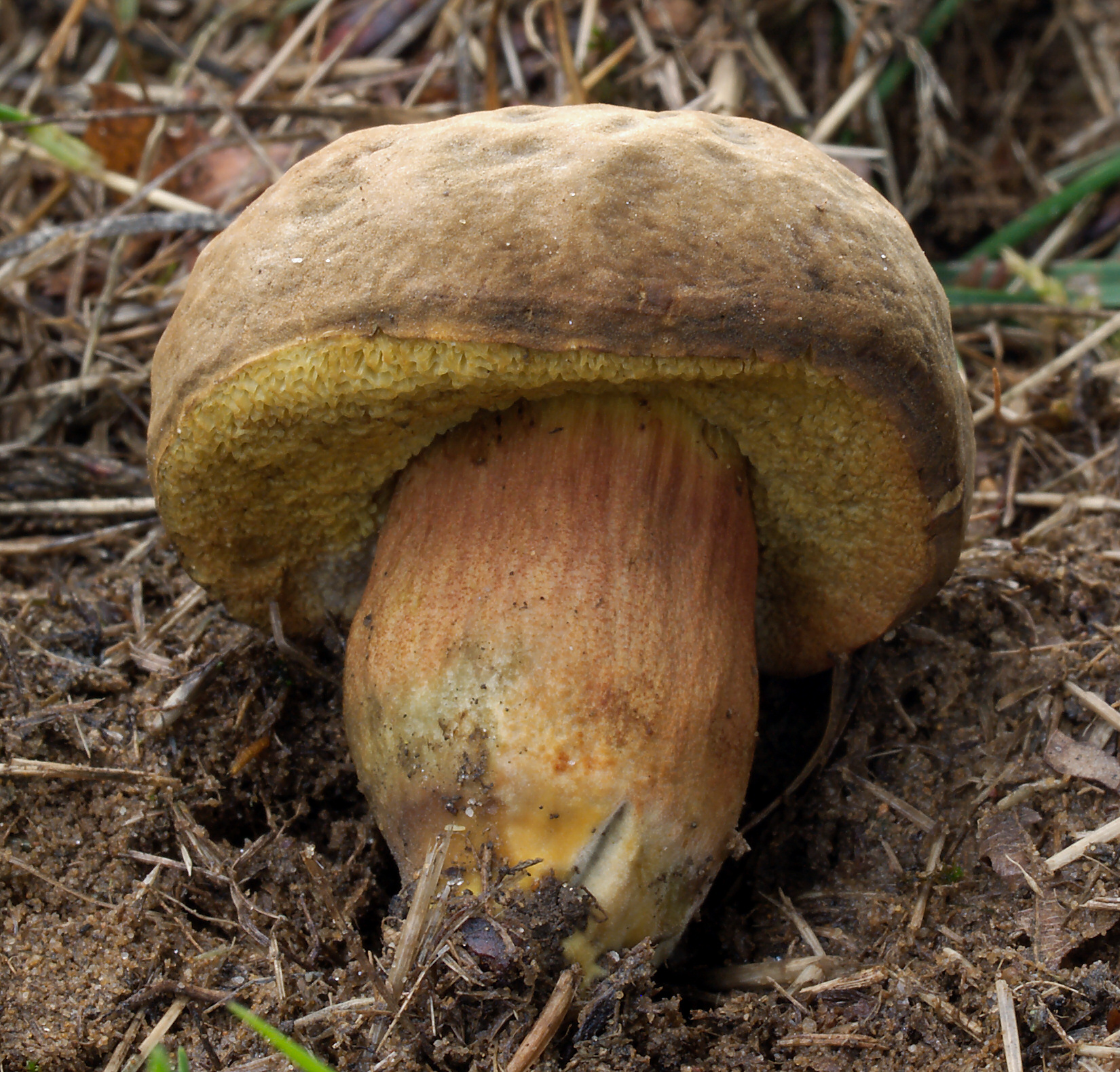
Xerocomellus engelii sin. Boletus armeniacus

## Valorificare
Bureții proaspeți pot fi pregătiți asemănător hribului murg ca ciulama, de asemenea împreună cu alte soiuri sau adăugați la un sos de carne de vită sau vânat. Ei dezvoltă un gust foarte dominant, dar plăcut de ciuperci, corectând aroma unei mâncări cu ciuperci mixte de categorie inferioară. În afară de aceasta, ei pot fi tăiați felii și congelați. De asemenea este posibilă, după tăierea în felii, uscarea lor. Foarte gustoși sunt preparați ca Duxelles (un fel de zacuscă). Se pretează și la conservarea în oțet sau ulei.